# جمعه سالم جوهر
جمعه سالم جوهر (انگلیسی: Juma Salem Johar؛ زادهٔ ۲۰ اوت ۱۹۷۰) بازیکن فوتبال اهل قطر بود.
از باشگاه‌هایی که در آن بازی کرده‌است می‌توان به باشگاه ورزشی الوکره اشاره کرد.
وی همچنین در تیم ملی فوتبال قطر بازی کرده‌است.